# Phylloptera quinquemaculata
Phylloptera quinquemaculata är en insektsart som beskrevs av Bruner, L. 1915. Phylloptera quinquemaculata ingår i släktet Phylloptera och familjen vårtbitare. Inga underarter finns listade i Catalogue of Life.